# Филипп де Ланнуа
Филипп де Ланнуа (фр. Philippe de Lannoy; 1487 — 12 сентября 1543, Лувен), сеньор де Молембе, Сольр-ле-Шато, Коруа, Туркуэн и Ла-Клит — государственный деятель Габсбургских Нидерландов.

## Биография
Сын Бодуэна II де Ланнуа, сеньора де Молембе, Сольра и Туркуэна, и Мишель д'Эн де Коруа.
В 1501 году наследовал отцу, в 1511-м — матери.
Пэр Камбрези, шателен Вилворде (1541). Великий ловчий Брабанта (1540).
В отличие от отца, не принимал участия ни в военных действиях, ни в дипломатических миссиях. При Филиппе Красивом был призван ко двору, где стал виночерпием принца. Затем последовательно был советником и камергером императора Карла V, шефом его финансов, главным дворцовым распорядителем королевы Марии Венгерской.
В декабре 1531 капитуле в Турне был принят императором в рыцари ордена Золотого руна.
Как шеф финансов он был известен своей честностью. Единственным политическим событием, об участии в котором Филиппа известно, было подавление Гентского восстания. Он принимал участие в заседании Государственного совета Нидерландов в январе 1538, на котором советники королевы Венгерской обсуждали варианты ответа депутации недовольных гентцев. В августе следующего года он сопровождал наместницу в поездке по южным провинциям, когда волнения приняли более серьезный характер, и участвовал в сборе войск.
21 января 1540, согласно кутюмам, присутствовал, вместе с сеньором де Сампи, на встрече Марии Венгерской с императором, приехавшим в Валансьен через французскую территорию.
Подробности частной жизни этого сеньора описаны в мемуарах демуазель де Брёк, в течение тридцати двух лет служившей камеристкой у его второй жены, и посвящённых их внучке Жанне де Алевин, герцогине ван Арсхот.

## Семья
1-я жена (20.10.1508): Мадлен Бургундская (1489—14.01.1511), дочь Бодуэна Бургундского, сеньора де Фале, и Марии Мануэль де ла Серда
Сын:
- Жан де Ланнуа (ок. 1510—1560), сеньор де Молембе и Сольр-ле-Шато. Жена (13.09.1530): Жанна де Линь де Барбансон (ум. 24.09.1569), дочь Луи де Линя, сеньора де Барбансон, и Марии ван Глим

2-я жена (18.01.1517): Франсуаза де Барбансон (25.01.1500—25.05.1560), дама де Бовуар, дочь Жана де Барбансона, сеньора де Кани и де Варенн, и Габриели де Боссю
Дети:
- Бодуэн III де Ланнуа (1517/1518—11.10.1559), сеньор де Туркуэн. Жена (1545): Адриана ван Хорн (ум. 1582), дочь Филиппа ван Хорна, сеньора Босиньи, и Клер де Ренесс
- Филипп (ум. ранее 1582), сеньор де Бовуар. Адмирал, командующий личной гвардией Маргариты Пармской. Жена: Жанна де Блуа-Трелон (ум. 1605), дочь Луи II де Блуа, сеньора де Трелон, и Шарлотты д’Юмьер. Во 2-м браке замужем за Филиппом III де Кроем, герцогом ван Арсхотом
- Луи
- Жоссина (1519—18.05.1561). Муж: Ян III ван Халевин, виконт Ньивпорта (1510—1544). Убит при Витри
- Мари, канонисса в Монсе. Муж (24.08.1543): Франсуа Гислен де Нуайель (ум. 1562), виконт де Калонн-Рикуар, губернатор Бетюна и Эдена, стольник Карла V
- Катрин (6.1522—9.1555). Муж: Габриель де Жош (ум. 1579/1580), сеньор де Мастен, граф де Льерд
- Иоланда (31.05.1525—5.07.1610), дама де Молембе, Сензей и Сольр (наследовала своей племяннице Мари, дочери Жана де Ланнуа. Муж (18.02.1560): Жак III де Крой (1508—1587), сеньор де Сампи
- Луиза, монахиня в монастыре Сент-Аньес в Генте
- Франсуаза (25.05.1528—27.10.1600), канонисса в Сен-Водру в Монсе. Муж: Клод Морель (1521—1578), сеньор де Кремери
- Анна (ум. 1529), канонисса в Монсе

Бастард от Колетт Дюпон:
- Филипп, бастард де Ланнуа, сеньор де Керийон, легитимирован в 1538